# Кашіана-Терме-Ларі
Кашіана-Терме-Ларі (італ. Casciana Terme Lari) — муніципалітет в Італії, у регіоні Тоскана, провінція Піза. Муніципалітет утворено 1 січня 2014 року шляхом об'єднання муніципалітетів Кашіана-Терме та Ларі.
Кашіана-Терме-Ларі розташована на відстані близько 240 км на північний захід від Рима, 60 км на південний захід від Флоренції, 28 км на південний схід від Пізи.
Населення — 12 529 осіб (2015).

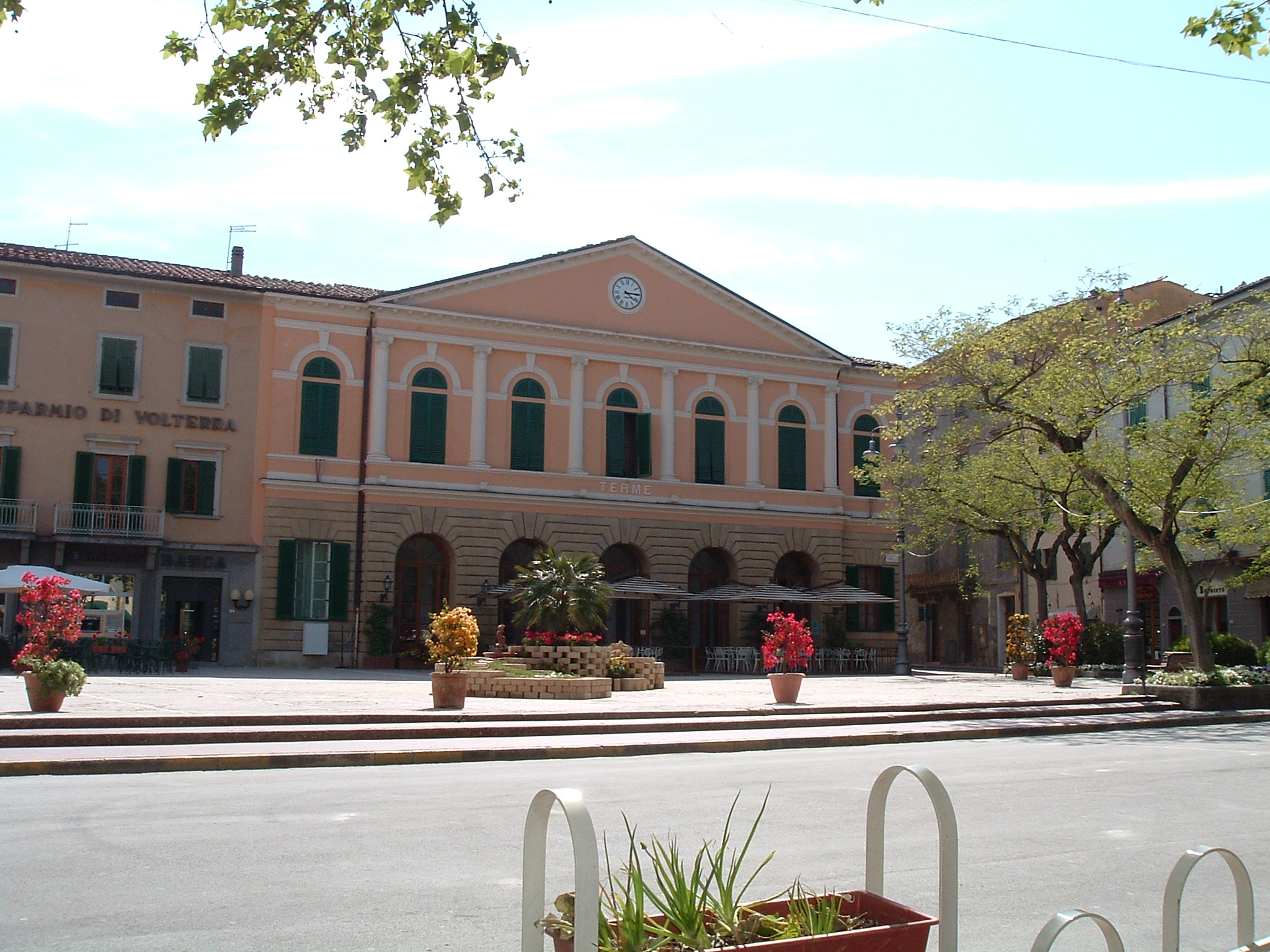

Щорічний фестиваль відбувається 3 травня. Покровитель — Santa Croce.

## Демографія
Населення за роками:

Станом на 1 січня 2023 року в муніципалітеті офіційно проживало 916 іноземців з 66 країн, серед них 257 громадян країн Євросоюзу та 22 громадяни України.

## Клімат
| CASCIANA TERME   | Місяці | Місяці | Місяці | Місяці | Місяці | Місяці | Місяці | Місяці | Місяці | Місяці | Місяці | Місяці | Пора | Пора | Пора | Пора | Рік  |
| CASCIANA TERME   | Січ    | Лют    | Бер    | Кві    | Тра    | Чер    | Лип    | Сер    | Вер    | Жов    | Лис    | Гру    | Зим  | Вес  | Літ  | Осі  | Рік  |
| ---------------- | ------ | ------ | ------ | ------ | ------ | ------ | ------ | ------ | ------ | ------ | ------ | ------ | ---- | ---- | ---- | ---- | ---- |
| Темп. макс. (°C) | 9.7    | 10.7   | 13.7   | 18.0   | 22.6   | 26.3   | 29.6   | 29.1   | 26.1   | 20.8   | 15.0   | 11.6   | 10.7 | 18.1 | 28.3 | 20.6 | 19.4 |
| Темп. мін. (°C)  | 2.1    | 2.5    | 5.2    | 8.2    | 11.6   | 15.2   | 17.1   | 17.4   | 14.5   | 10.6   | 6.6    | 3.8    | 2.8  | 8.3  | 16.6 | 10.6 | 9.6  |

## Сусідні муніципалітети
- К'янні
- Санта-Луче
- Терриччола
- Капаннолі
- Кашина
- Креспіна-Лоренцана
- Понсакко
- Понтедера